# Мадагаскарский удав

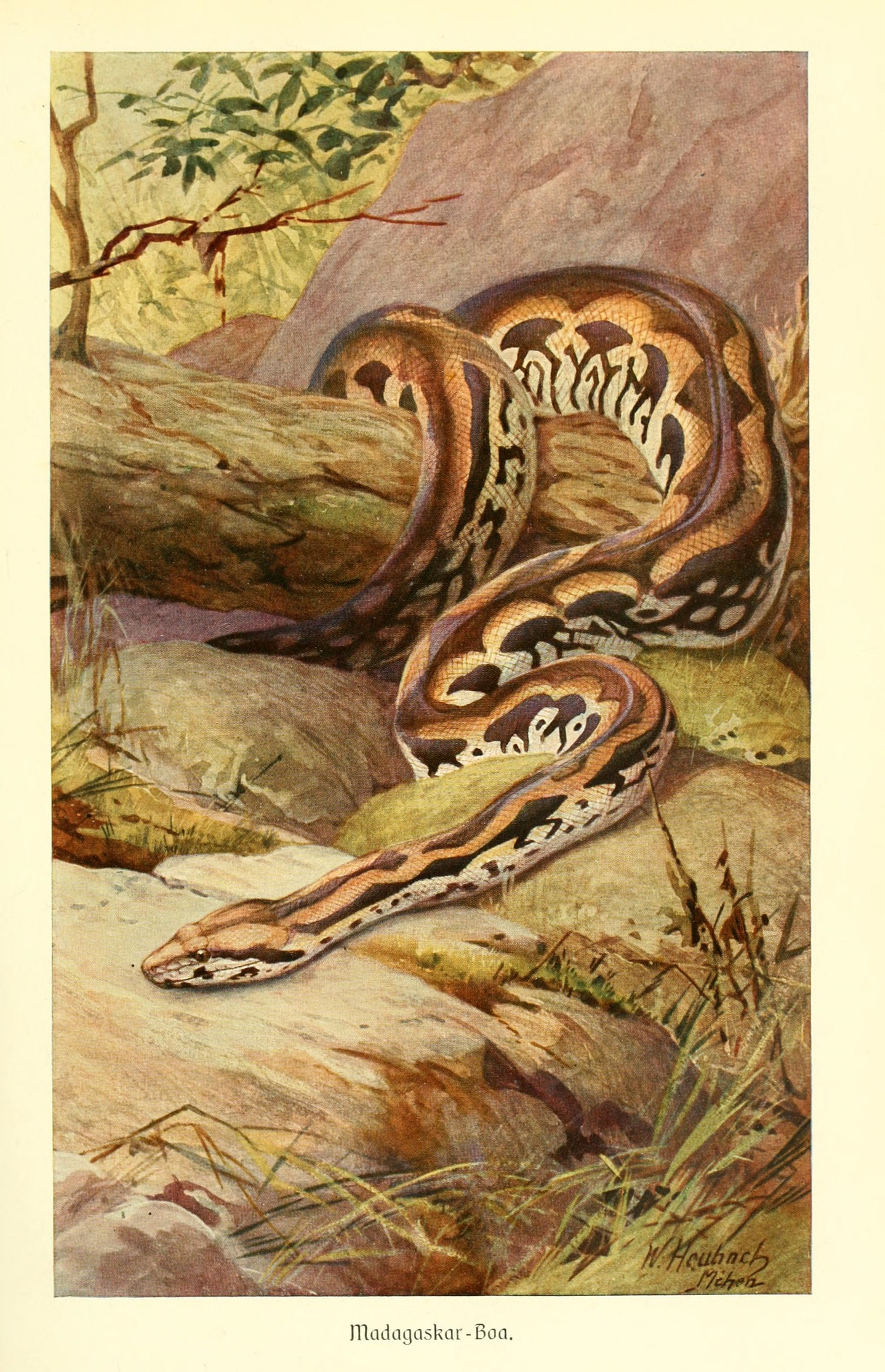

Мадагаскарский удав (лат. Acrantophis madagascariensis) — вид змей рода мадагаскарских удавов.

## Внешний вид и строение
Длина тела составляет до 3 м, но чаще от 1,5 до 2 м. На верхней стороне тела рисунок из ромбовидных пятен, на боках — сложный глазчатый рисунок. Нижняя сторона туловища серовато-оливковая с тёмными крапинками. Окраска с сильным синевато-зелёным металлическим блеском.

## Распространение и места обитания
Населяет северные районы острова Мадагаскар, являясь эндемиком этого острова. Живёт в сухих и влажных лесах. Может обитать на пашнях около поселений человека. Как правило ведёт наземный образ жизни. Молодые особи активны ночью, в то время как активность взрослых нерегулярна. Часто обитает вблизи водоёмов, может хорошо плавать.

## Питание
Кормится мелкими зверями и птицами.

## Размножение и развитие
Сезон спаривания с июля по август. Самки рождают живых детёнышей. Длина беременности примерно 6 месяцев. В помёте от 3 до 8 особей, длиной от 40 до 50 см каждая. На седьмой-восьмой день после рождения они линяют и принимаются активно кормиться.

## Мадагаскарский удав и человек
Международным союзом охраны природы мадагаскарскому удаву Дюмериля был присвоен статус «вида, вызывающего наименьшие опасения» на основании его широкого распространения, предположительной высокой численности и высокой экологической пластичности. Занесён в Приложение 1 Конвенции о международной торговле.
В неволе этот вид размножается очень плохо.